# Annonce aux abeilles
 (octobre 2021).
{{{annotations}}}
L'annonce aux abeilles est une coutume traditionnelle de nombreux pays européens dans lesquels les abeilles seraient informées des événements importants de la vie de leur gardien, tels que les naissances, les mariages ou les départs pour de longues absences dues a des voyages par exemple. Si la coutume était omise ou oubliée et que les abeilles n'étaient pas « mises en deuil », alors on pensait que cela entraînerait d'autres pertes : les abeilles quitteraient la ruche, ne produiraient plus de miel, voire mourraient. La coutume est surtout connue en Angleterre, mais a également été observée en Irlande, au Pays de Galles, en Allemagne, aux Pays-Bas, en France, en Suisse, en Bohême et aux États-Unis,,,,.

## Histoire et origines
On sait peu de choses sur les origines de cette pratique, bien qu'il y ait des spéculations infondées selon lesquelles elle est vaguement dérivée ou peut-être inspirée par les anciennes croyances égéennes sur la capacité des abeilles à faire le pont entre le monde naturel et l'au-delà.

## Variantes

### Décès et funérailles
À la suite d'un décès dans le ménage, il y avait plusieurs façons de l'annoncer aux abeilles et donc de les mettre en deuil.

Le processus est décrit dans l'ouvrage de 1901 de Samuel Adams Drake A book of New England legends and folk lore in prose and poetry :
… bonne épouse de la maison d'aller sur le support des ruches accrocher du noir, symbole habituel du deuil, fredonnant en même temps doucement quelque air lugubre pour elle-même
Un de ces « airs » du Nottinghamshire fait dire à la femme (soit une épouse ou une autre personne qui prenait soit du défunt) « Le maître est mort, mais ne partez pas, votre maîtresse sera une bonne maîtresse pour vous. » Une autre oraison similaire enregistrée en Allemagne disait « Petite abeille, notre seigneur est mort, ne me laisse pas dans ma détresse ».

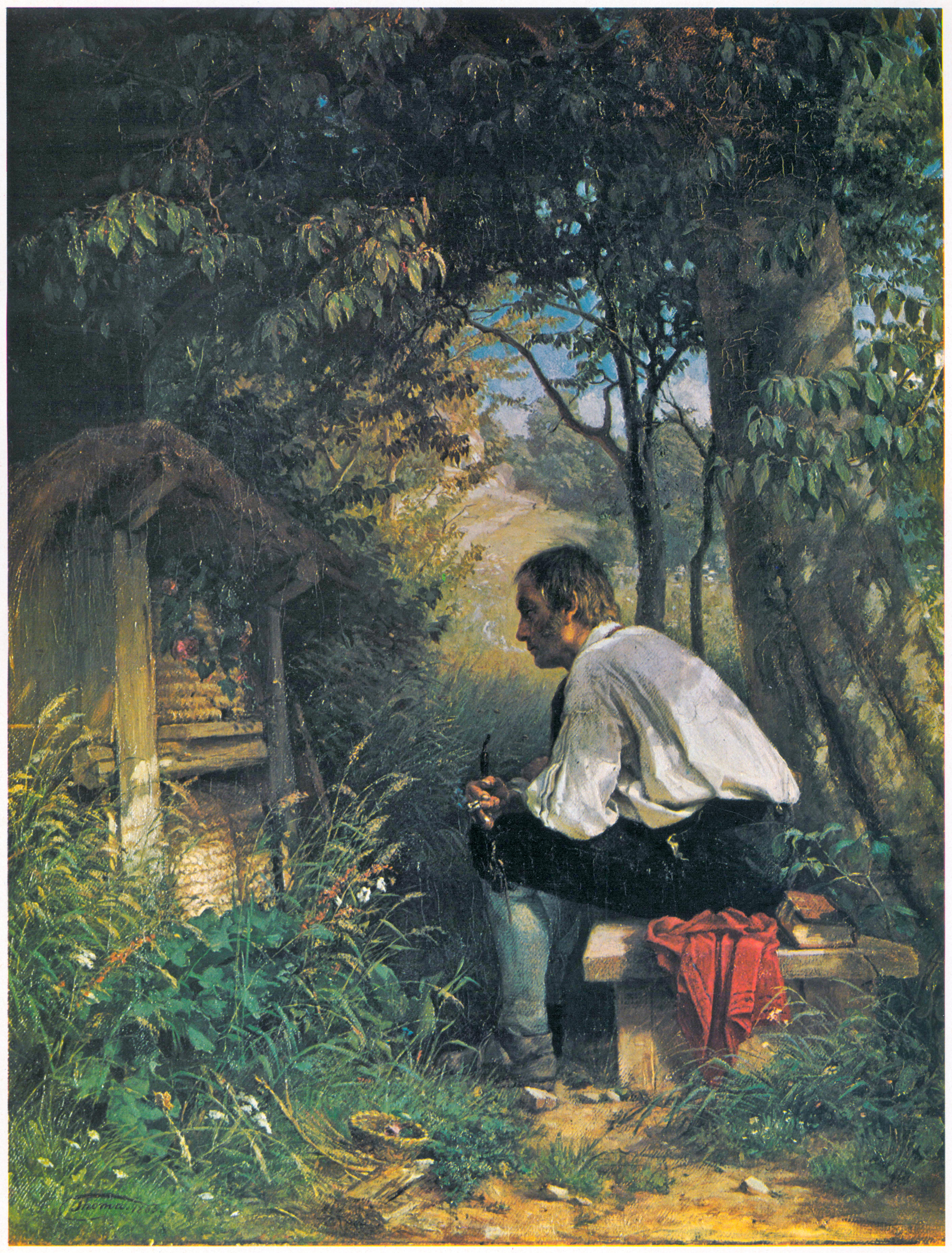
The Bee Friend, par Hans Thoma, 1863/1864.

Une autre méthode impliquait que le chef de famille s'approche de la ruche et frappe doucement sur la ruche jusqu'à ce que « l'attention des abeilles soit ainsi assurée », puis dit « à voix basse que telle ou telle personne — en mentionnant le nom — était morte ». La clé de la maison familiale pouvait également servir de heurtoir.
Une description des montagnes de la Caroline aux États-Unis dit que « Vous frappez à chaque ruche, donc, et dites : « Lucy est morte ».
Les abeilles pouvaient également être invitées aux funérailles,.
Dans les cas où l'apiculteur était décédé, la nourriture et les boissons des funérailles étaient également laissées vers la ruche pour les abeilles, y compris les biscuits funéraires et le vin. La ruche était également soulevée de quelques centimètres et reposée en même temps que le cercueil. La ruche pouvait également être tournée pour faire face au cortège funèbre et drapée d'un tissu de deuil.
Dans certaines parties des Pyrénées, une coutume consiste à « enterrer un vieux vêtement appartenant au défunt sous le banc où se trouvent les ruches, et de ne jamais vendre, donner ni échanger les abeilles du défunt ».
Si les abeilles n'étaient pas informées d'un décès dans la famille, une « grave calamité » s'ensuivrait non seulement pour la famille en question, mais aussi pour toute personne qui achèterait la ruche. Par exemple, un récit du comté de Norfolk parle d'une famille qui a acheté une ruche d'abeilles aux enchères d'un fermier récemment décédé et, parce que les abeilles n'avaient pas été « mises en deuil de leur défunt maître », elles étaient « maladives, et non susceptible de prospérer ». Cependant, lorsque les nouveaux propriétaires ont attaché un « morceau de crêpe » à un bâton et l'ont attaché à la ruche, les abeilles ont rapidement récupéré, un résultat qui a été « sans hésitation attribué à leur mise en deuil ».
En 1855, le roman de l'auteur bohème Božena Němcová Babička (« La grand-mère ») se termine par le personnage principal disant : « Quand je mourrai, n'oubliez pas de le dire aux abeilles, afin qu'elles ne meurent pas ! » Le roman de Němcová, qui était rempli de pratiques folkloriques de Bohême, de Moravie, de Silésie et de Slovaquie, était basé sur des recherches ethnographiques que l'auteur avait menées dans la région au milieu du XIXe siècle.

### Mariages
Bien que la pratique d'annoncer aux abeilles soit le plus souvent associée aux funérailles, il existe également certaines régions dans lesquelles les abeilles doivent être informées des événements heureux de la famille, en particulier des mariages.
En Westphalie, en Allemagne, une coutume voulait que les couples nouvellement mariés se rendant dans leur nouvelle maison doivent d'abord se présenter aux abeilles, sinon « leur vie conjugale sera malheureuse ».
Un article des années 1950 paru dans le Dundee Courier d'Écosse décrit la pratique consistant à inviter les abeilles au mariage. Si un mariage avait lieu dans le ménage, la ruche pouvait être décorée et une part de gâteau du mariage laissée près de la ruche,,.
La décoration des ruches semble dater du début du XIXe siècle.
Une tradition en Bretagne stipulait qu'à moins que les ruches d'abeilles ne soient décorées d'un tissu écarlate lors d'un mariage et que les abeilles soient autorisées à participer aux réjouissances, elles s'en iraient.

## Dans la culture
La coutume a donné son nom à des poèmes de Deborah Digges, John Ennis, Eugene Field et Carol Frost,,,,.

Dans son poème justement intitulé Annonces aux abeilles, le poète basque Pierre Espil (1918-2000) décrit un homme se rendant à la ruche annonçant la mort du maître de maison et poursuit en disant :
Puis, ayant prononcé les phrases rituelles

Sans lesquelles l'essaim psalmodiant et fier

Aurait ailleurs porté ses diligentes ailes
Une section du poème Home Ballads de John Greenleaf Whittier décrit la pratique :
Before them, under the garden wall,

Forward and back

Went, drearily singing, the chore-girl small,

Draping each hive with a shred of black.

Trembling, I listened; the summer sun

Had the chill of snow;

For I knew she was telling the bees of one

Gone on the journey we all must go!

Stay at home, pretty bees, fly not hence!

Mistress Mary is dead and gone!
Le film de 2019 Tell It to the Bees fait référence dans son titre et dans l'une de ses scènes à la pratique de l'annonce aux abeilles.
Dans l'épisode The Sting of Death de Midsomer Murders (saison 21, épisode 3), la pratique est expliquée et les abeilles sont en deuil avec du tissu noir sur les ruches.